# Poix-du-Nord
 Poix-du-Nord là một xã ở trong tỉnh Nord ở miền bắc nước Pháp. Xã này có diện tích 8,67 km², dân số năm 1999 là 2013 người. Xã nằm ở khu vực có độ cao trung bình 126 mét trên mực nước biển.
Đô thị kết nghĩa:
- Keighley, West Yorkshire, Anh quốc